# Владимиров, Николай Терентьевич
Николай Терентьевич Владимиров — советский хозяйственный, государственный и политический деятель, Герой Социалистического Труда.

## Биография
Родился в 1920 году в селе Бутырки. Член КПСС с 1944 года.
С 1936 года — на хозяйственной, общественной и политической работе. В 1936—1980 гг. — счетовод в колхозе «Коммунистический маяк», участник Великой Отечественной войны, инструктор, заведующий отделом Водопьяновского райкома ВКП(б)/КПСС, секретарь Водопьяновского райкома КПСС Липецкой области, председатель колхоза «Коммунистический маяк», председатель межколхозной строительной организации, директор совхоза «Донской» Задонского района, директор совхоза «Россия» Грязинского района Липецкой области.
Указом Президиума Верховного Совета СССР от 8 апреля 1971 года присвоено звание Героя Социалистического Труда с вручением ордена Ленина и золотой медали «Серп и Молот».
Делегат XXV съезда КПСС.
Умер в Липецке в 1997 году.